# 1902 au Nouveau-Brunswick
Chronologie du Nouveau-Brunswick
- 1898
- 1899
- 1900
- 1901
- 1902
- 1903
- 1904
- 1905
- 1906

Cette page concerne des événements survenus en 1902 dans la province canadienne du Nouveau-Brunswick.

## Événements
- Fondation du journal Le Madawaska.
- Le sénateur Pascal Poirier est nommé Chevalier de la Légion d'honneur de la République française.
- 28 janvier : Jabez Bunting Snowball succède à Abner Reid McClelan comme lieutenant-gouverneur du Nouveau-Brunswick.
- 7 février : Frederick P. Thompson est nommé sénateur.

## Naissances
- 12 février : Andrew Wesley Stuart, député.
- 7 avril : Hedley Francis Gregory Bridges, ministre et député.
- 16 avril : Benoît Michaud, député.
- 16 octobre : Anna Malenfant, cantatrice.